# 泰特斯縣 (德克薩斯州)
泰特斯縣（英語：Titus County）位美國德克薩斯州東北部的一個縣。面積1,103平方公里。根据美國2000年人口普查，共有人口28,118人。縣治芒特普萊森特（Mount Pleasant）。
成立於1846年5月11日，縣政府成立於同年7月13日。縣名紀念州議員、主張加入美國的安德魯·傑克遜·泰特斯（Andrew Jackson Titus）。